# Unterversicherung
Um eine Unterversicherung handelt es sich bei Sach- oder Schadenversicherungen, wenn die Versicherungssumme zum Zeitpunkt des Versicherungsfalles niedriger ist als der Versicherungswert. Den Gegensatz bildet die Überversicherung.

## Grundsätze
Eine Unterversicherung liegt vor, wenn die abgeschlossene Versicherungssumme unter dem Wert des versicherten Gegenstandes liegt. Sach- oder Schadenversicherungen verfolgen daher das Prinzip, dass der Versicherungswert {\displaystyle VW} der Versicherungssumme {\displaystyle VS} entspricht. Die Äquivalenz beider Kriterien führt zur sogenannten Vollversicherung, die den gesetzlichen Normalfall bildet. Es gilt der Grundsatz
{\displaystyle VW=VS}.
Vollen Ersatz erhält des eingetretenen Schadens erhält der Versicherungsnehmer nur im Falle der 1:1-Deckung von Versicherungswert und Versicherungssumme. Wird eine Versicherungssumme nicht vereinbart, liegen Unter- noch Überversicherung bereits begrifflich nicht vor.

## Berechnung
Stimmen Versicherungssumme und Versicherungswert nicht überein, liegt Unter- oder Überversicherung vor. Ist die Versicherungssumme kleiner als der Versicherungswert, so besteht eine Unterversicherung (§ 75 VVG):
{\displaystyle VS<VW}.
Ist die Versicherungssumme größer als der Versicherungswert, so liegt eine Überversicherung vor (§ 74 VVG):
{\displaystyle VS>VW}.
Beide wirken sich im Versicherungsfall auf die Versicherungsentschädigung aus. Die Unterversicherung hat zur Folge, dass im Versicherungsfall die Entschädigung der Versicherung grundsätzlich nur anteilig berechnet wird.
Die Formel für die Entschädigung {\displaystyle E} lautet:
{\displaystyle {\text{E}}={\text{Schaden}}\cdot {\frac {\text{VS}}{\text{VW}}}}.
Diese Formel der Proportionalitätsregel dient der Beurteilung, ob und inwieweit eine erhebliche Unter- oder Überversicherung vorliegt.

## Rechtliche Behandlung
Erst der Versicherungsfall löst die Frage nach der Unter- oder Überversicherung aus. Leistungspflicht des Versicherers besteht nach § 75 VVG nach dem Verhältnis von Versicherungssumme zu Versicherungswert. Den Einwand der Unterversicherung darf der Versicherer nur erheben, wenn dieser erheblich ist, mithin mehr als 10 % Differenzdeckung vorliegt. Die lediglich anteilige Entschädigung greift auch dann, wenn der Schaden geringer als die Versicherungssumme ausfällt.
Beispiel
Ein feuerversichertes Einfamilienhaus wird durch Brand vollständig zerstört. Zuvor war der Versicherungswert mit 300.000 Euro beziffert, die Versicherungssumme lag bei 280.000 Euro (Unterversicherung). Der Versicherer muss den Schaden vollständig ersetzen, weil die Unterversicherung mit 7 % nicht erheblich war.
Angenommen die Versicherungssumme lag jedoch bei 240.000 Euro (Unterversicherung: 20 % und damit erheblich) und nur ein mitversicherter Schuppen brennt ab, es entsteht ein Schaden von 20.000 Euro. Dann braucht der Versicherer wegen der oben angegebenen Proportionalitätsregel nur {\displaystyle {\text{Schaden}}\cdot {\frac {\text{VS}}{\text{VW}}}=20000\cdot {\frac {240000}{300000}}=16000} Euro zu zahlen.
Bei einer erheblichen Überversicherung (wiederum mehr als 10 %) können sowohl der Versicherer als auch der Versicherungsnehmer die Herabsetzung der Versicherungssumme auf den Versicherungswert verlangen (§ 74 Abs. 1 VVG). Der Versicherungsvertrag ist allerdings nichtig, wenn der Versicherungsnehmer sich aus einer Überversicherung einen rechtswidrigen Vermögensvorteil verschaffen will (betrügerische Überversicherung; § 74 Abs. 2 VVG). Bei einer Unterversicherung ist dagegen keine gesetzliche Heraufsetzung der Versicherungssumme vorgesehen, weil dem Versicherungsnehmer gegen seinen Willen keine höheren Versicherungsprämien aufgebürdet werden dürfen.

## Arten
Unterschieden wird zwischen der anfänglichen und nachträglichen Über- oder Unterversicherung:
- Anfänglich bedeutet, dass bereits vor Abschluss des Versicherungsvertrags Versicherungssumme und Versicherungswert nicht übereinstimmen.

Beispiel: falsche Schätzung der Vermögenswerte. Bei ihrer Überschätzung liegt anfängliche Überversicherung, bei ihrer Unterschätzung entsprechend anfängliche Unterversicherung vor.
- Nachträglich bedeutet, dass eine Wertminderung erst bei Bestehen des Versicherungsschutzes (dann nachträgliche Überversicherung) oder Wertsteigerung der versicherten Sache eintritt (dann nachträgliche Unterversicherung).

Beispiel: Der Goldpreis steigt bei den versicherten Goldbarren. Während des Versicherungsschutzes kommen Sachen zur versicherten Sachgesamtheit (beispielsweise Hausrat) durch Anschaffung hinzu (nachträgliche Unterversicherung) oder werden ersatzlos veräußert (nachträgliche Überversicherung).
Entscheidend ist, dass eine Unterversicherung bei Eintritt des Versicherungsfalls vorliegt. Eine betrügerische Überversicherung ist strafbar und führt gemäß § 74 Abs. 2 VVG  zur zivilrechtlichen Nichtigkeit des Versicherungsvertrags.

## Unterversicherungsverzicht
Bei Gewerbe-, Hausrat- oder Wohngebäudeversicherungen besteht bedingungsgemäß das Recht des Versicherers auf seine Einrede der Unterversicherung zu verzichten (sogenannter Unterversicherungsverzicht). Im Versicherungsfall wird er hierbei auf die Prüfung von Versicherungssumme und Versicherungswert verzichten und den Schaden bis zur Versicherungssumme übernehmen.

## Wirtschaftliche Aspekte
Die Höhe der Versicherungsprämien richtet sich auch nach der Versicherungssumme. Ist diese im Vergleich zum Versicherungswert zu niedrig vereinbart, wird zwar eine niedrige Prämie bezahlt, aber es besteht Unterversicherung mit der oben aufgezeigten Wirkung. Der Versicherer ist nach der Proportionalitätsregel des § 75 VVG nur verpflichtet, die Versicherungsleistung nach dem Verhältnis der Versicherungssumme zum Versicherungswert zu erbringen.
Eine Überversicherung ist für den Versicherungsnehmer nachteilig, weil er eine vergleichsweise zu hohe Prämie entrichtet. Im Versicherungsfall wird nur der wirklich entstandene Schaden ersetzt. Dem Versicherer steht die (zu hohe) Prämie bis zu dem Zeitpunkt zu, zu dem er von den die Nichtigkeit begründenden Umständen Kenntnis erlangt.
Über- oder Unterversicherung können dadurch entstehen, dass der Versicherungswert von vorneherein über oder unter dem Marktwert, Verkehrswert oder Zeitwert eines versicherten Gegenstands liegt. Der Versicherungsnehmer könnte bei Unterversicherung bestrebt sein, eine möglichst niedrige Prämie zu zahlen und deshalb eine Unterversicherung hinzunehmen bereit ist (anfängliche Unterversicherung). Gleiches gilt bei später eintretenden Wertsteigerungen (nachträgliche Unterversicherung). Um zu verhindern, dass bei Wertsteigerungen die Versicherungssummen konstant bleiben, gibt es bei Gebäuden den gleitenden Neuwertfaktor, durch den die Versicherungssumme an den Baupreisindex gekoppelt wird. Eine Vorsorgeversicherung führt dazu, die nach Abschluss einer Haftpflichtversicherung neu entstehenden Risiken im Rahmen des bestehenden Versicherungsvertrags mitversichert sind.
Eine Versicherung, die als Überversicherung geschlossen wurde (anfängliche Überversicherung), kann wegen einer nachträglichen Wertsteigerung oder einer gesunkenen Versicherungssumme zur proportionalen Vollversicherung geworden sein.